# A La Ronde

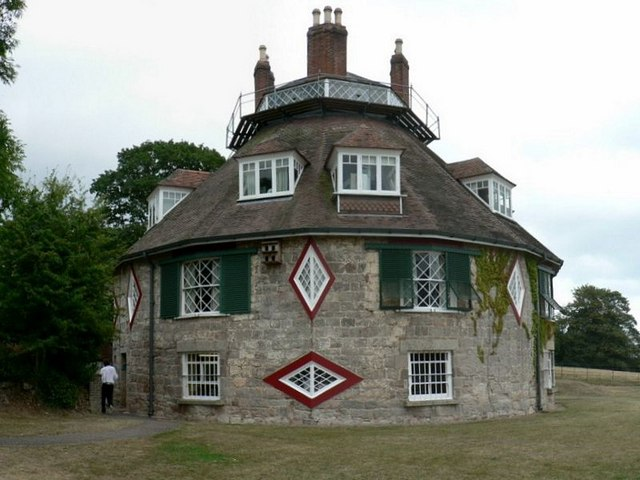
A La Ronde

A La Ronde ist ein sechzehneckiges Haus in der Nähe des Dorfes Lympstone bei Exmouth in der Grafschaft Devon im Südwesten Englands. Es gehört heute dem National Trust. Das Haus wurde ursprünglich für zwei unverheiratete Cousinen gebaut, Jane und Mary Parminter.

## Geschichte
Die Familie Parminter, deren Stammbaum in North Devon bis ins 17. Jahrhundert zurückverfolgt werden kann, war durch Handel wohlhabend geworden. Jane Parminter war die Tochter des Weinhändlers John Parminter aus Barnstaple, der eine Niederlassung in Lissabon hatte, wo sie auch geboren wurde. Sie wuchs in London auf und wurde Vormund ihrer verwaisten Cousine Mary. Nach dem Tode ihres Vaters 1784 ging sie in Begleitung ihrer körperbehinderten Schwester Elizabeth, ihrer Cousine Mary und einer weiteren Freundin auf die Grand Tour.
1795 beschlossen die beiden Cousinen Jane und Mary, sich gemeinsam in Devon niederzulassen. Zu diesem Zwecke kauften die beiden Frauen ein Grundstück von rund 60.000 Quadratmetern, um dort ein Wohngebäude errichten zu lassen. Laut Überlieferungen in der Familie war es Jane Parminter persönlich, die A La Ronde entwarf. Wahrscheinlich ist jedoch, dass ein entfernter Verwandter, John Lowder, der als Architekt in Bath tätig war, das Haus konzipierte oder Jane Parminter zumindest unterstützte. Lowder war zur Zeit der Planung von A La Ronde zwar erst 17 Jahre alt, entwarf aber Jahre später die Bath and District National School, ein ungewöhnliches Gebäude mit 32 Seiten und keilförmigen Klassenräumen. A La Ronde kann als früher Prototyp des größeren Projekts angesehen werden, das 1816 in Bath realisiert und 1896 abgerissen wurde.
Ungefähr im Jahr darauf, 1796, wurde das Haus fertiggestellt; es bestand aus insgesamt 20 Räumen. Das Zentrum des Hauses bildet eine 10,70 m hohe achteckige Halle, das Octagon, dessen Vorbild vermutlich die Basilika von San Vitale in Ravenna war. Von dieser Halle gingen im Erdgeschoss acht Zimmer ab, zwischen denen jeweils eine dreieckige Kammer mit rautenförmigem Fenster lag. Die Räume waren ursprünglich durch Schiebetüren miteinander verbunden. Im Souterrain befanden sich ein Weinkeller, ein Tresorraum und die Küche. Ein Großteil der Innenausstattung wurde von den beiden Cousinen, die handwerklich äußerst geschickt waren, selbst angefertigt. Das Haus enthielt viele Kunstgegenstände sowie zahlreiche Muscheln, die die beiden Frauen auf ihrer Europareise gesammelt hatten. Um das Octagon läuft eine erhöhte Galerie, deren Wände mit einem Fries aus 25.000 Muscheln geschmückt sind.
Nach der Fertigstellung des Hauses lebten Jane und Mary Parminter dort gemeinsam zurückgezogen bis zu Janes Tod im Jahr 1811.
In Mary Parminters Testament war festgelegt, dass der Besitz nur an unverheiratete weibliche Angehörige vererbt werden durfte. Diese Klausel wurde bis 1886 befolgt, als das Haus an Reverend Oswald Reichel überging, einen Bruder einer der vorherigen Bewohnerinnen. Reichel, der einzige männliche Eigentümer des Hauses in über 200 Jahren, ließ umfassende Ein- und Umbauten durchführen, darunter einen Wasserturm, eine Waschküche, ein Badezimmer, Zentralheizung, Schlafzimmer mit Gaubenfenstern im Dachgeschoss, einen Speisenaufzug und Sprachrohre. Das originale Strohdach wurde durch ein Ziegeldach mit einer umlaufenden Aussichtsgalerie ersetzt.
Nachdem der National Trust das Gebäude übernommen hatte, ließ er aus Gründen des Denkmalschutzes bis auf einen die riesigen Heizkörper entfernen, die Reichel hatte installieren lassen. Die nun tiefroten Wände erhielten ihre originale hellgrüne Farbe zurück. Die Muschelgalerie kann heute per Video betrachtet werden.
Das Gebäude steht als Grade-I-Bauwerk unter Denkmalschutz. Die Gartenanlagen sind im National Register of Historic Parks and Gardens von English Heritage gelistet.

## Point-in-View chapel
Jane und Mary Parminter besuchten regelmäßig die Glenorchy Chapel in Exmouth, aber als die beiden Frauen älter wurden, war ihnen der Weg dorthin zu beschwerlich. Deshalb beschlossen sie, eine eigene Kapelle auf ihrem Grundstück erbauen zu lassen. Jane Parminter starb 1811 und wurde in der im Bau befindlichen Kapelle beerdigt, die später im Jahr fertiggestellt wurde. Neben der Kapelle befand sich bis 1901 eine kleine Schule für sechs Mädchen sowie ein Armenhaus für vier unverheiratete Frauen, die mindestens 50 Jahre alt sein mussten. Zudem gab es eine Unterkunft für einen Geistlichen. 1849 wurde Miss Mary ebenfalls in der Kapelle beigesetzt.
Die beiden Damen hatten großes Interesse an der Bekehrung von Juden zum Christentum. Die Stiftungsurkunde sagt ausdrücklich, dass jede jüdische Frau, die sich dem Christentum zuwandte, auf jeden Fall allen anderen Kandidatinnen für einen Platz in der Stiftung vorgezogen werden solle. Die auf dem Grundstück gepflanzten Eichen sind geschützt durch den niedergeschriebenen Willen der Parminter-Cousinen, der besagt, dass „diese Eichen erhalten bleiben sollen, bis Israel als gelobtes Land wiederersteht“. Dahinter stand die damals verbreitete Vorstellung, dass das Holz der Bäume genutzt werden soll, um daraus Schiffe zu bauen und mit diesen in das gelobte Land zurückzukehren.
Bis zum Jahre 2004 wurden in der Kapelle regelmäßig Gottesdienste abgehalten; zwischen 1817 und 1836 fanden auch Taufen statt. Die Kuratoren der Kapelle treffen sich jährlich und erhalten eine Guinee für ihre Anwesenheit, wie es von den Parminters festgelegt wurde.

## Galerie

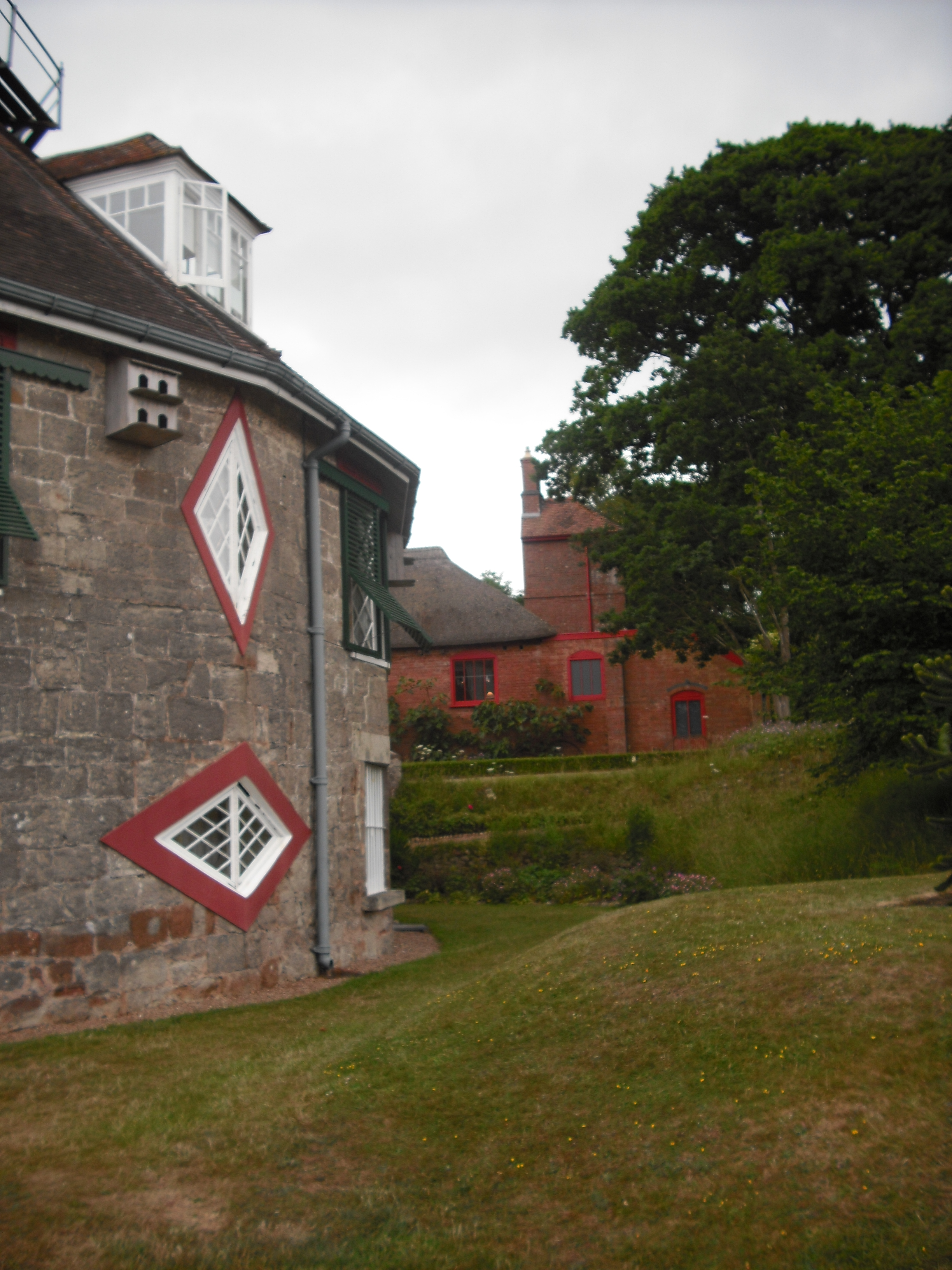
A La Ronde, Ostseite
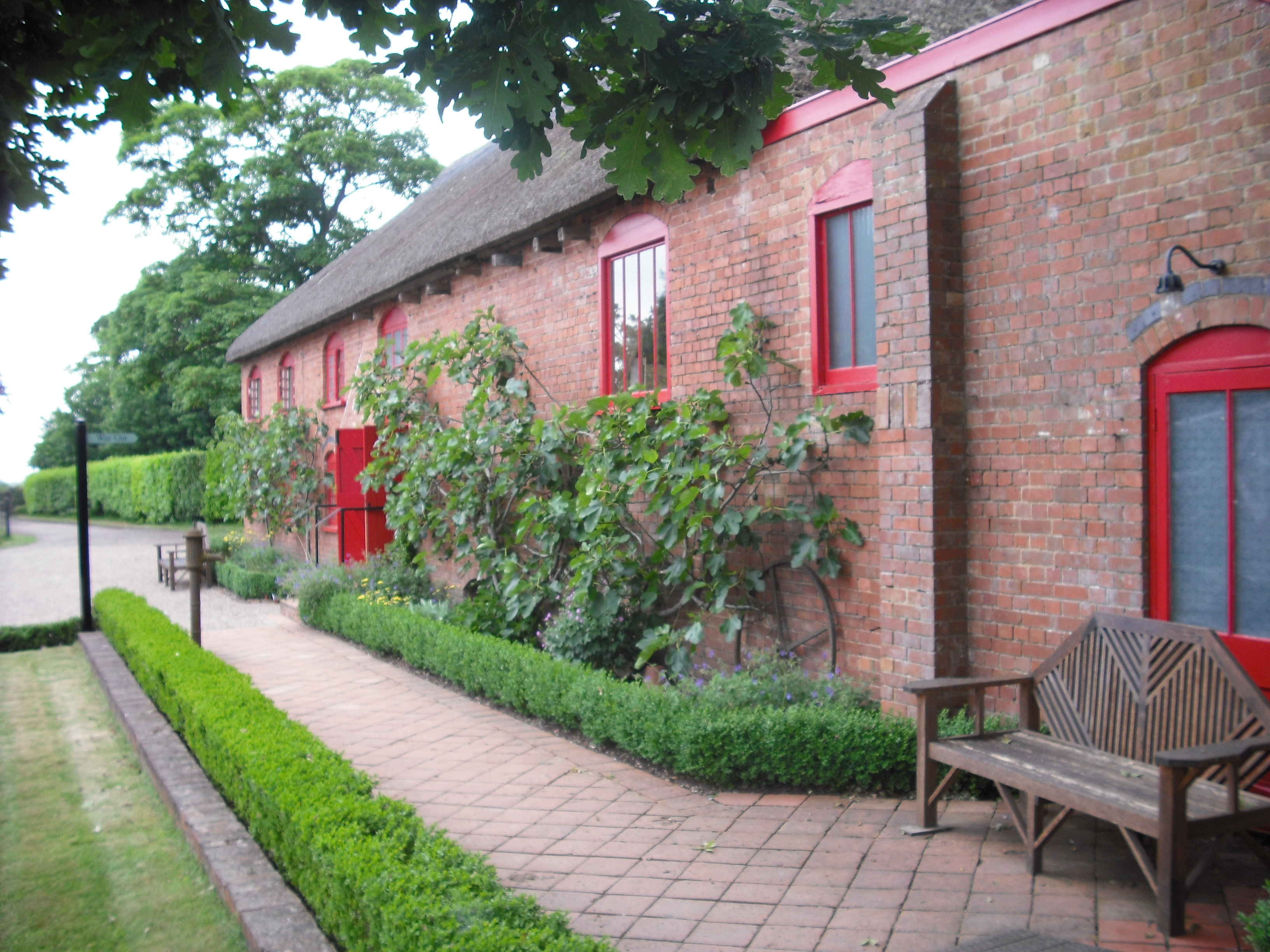
Stallungen
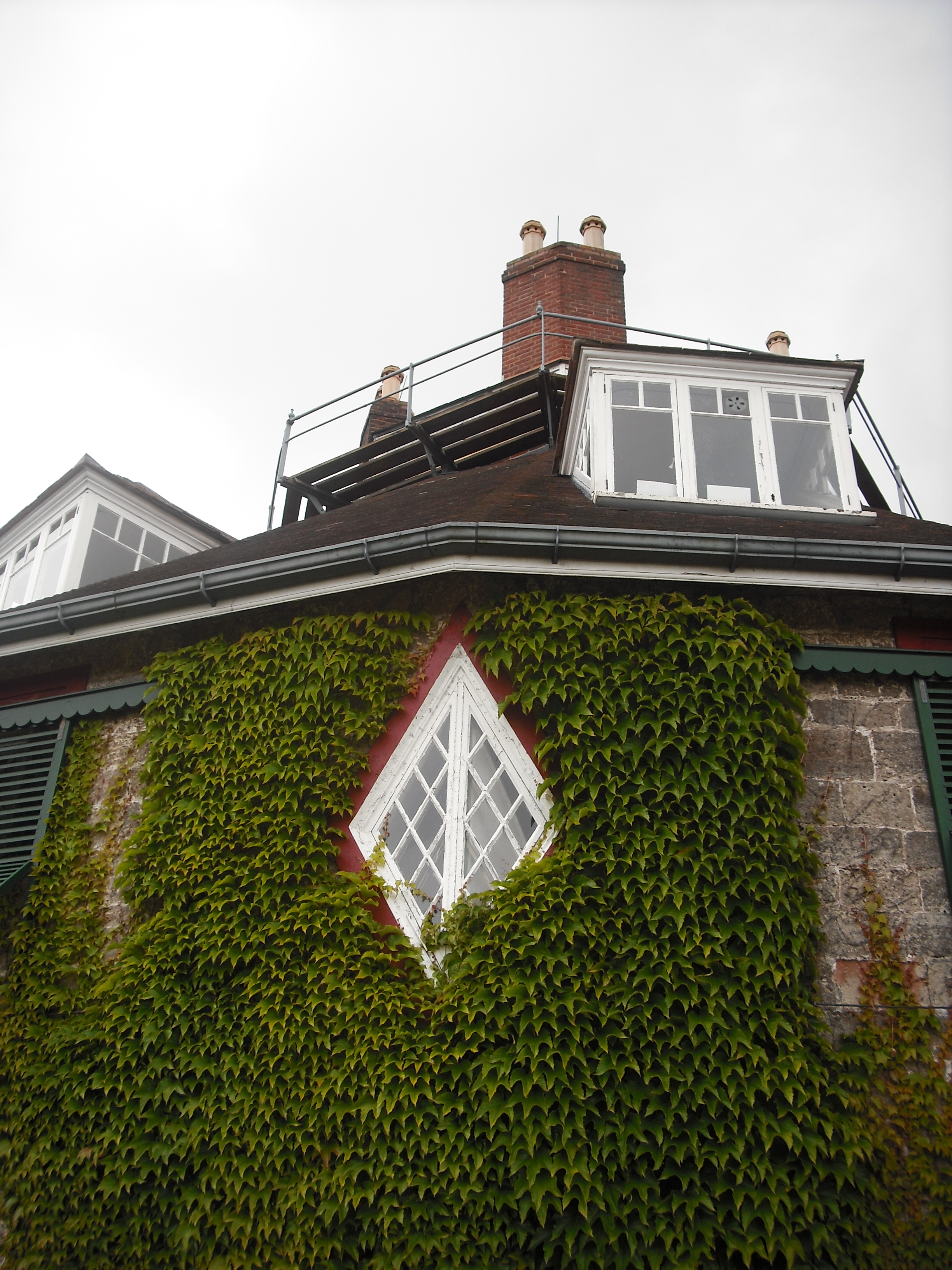
Details des Daches
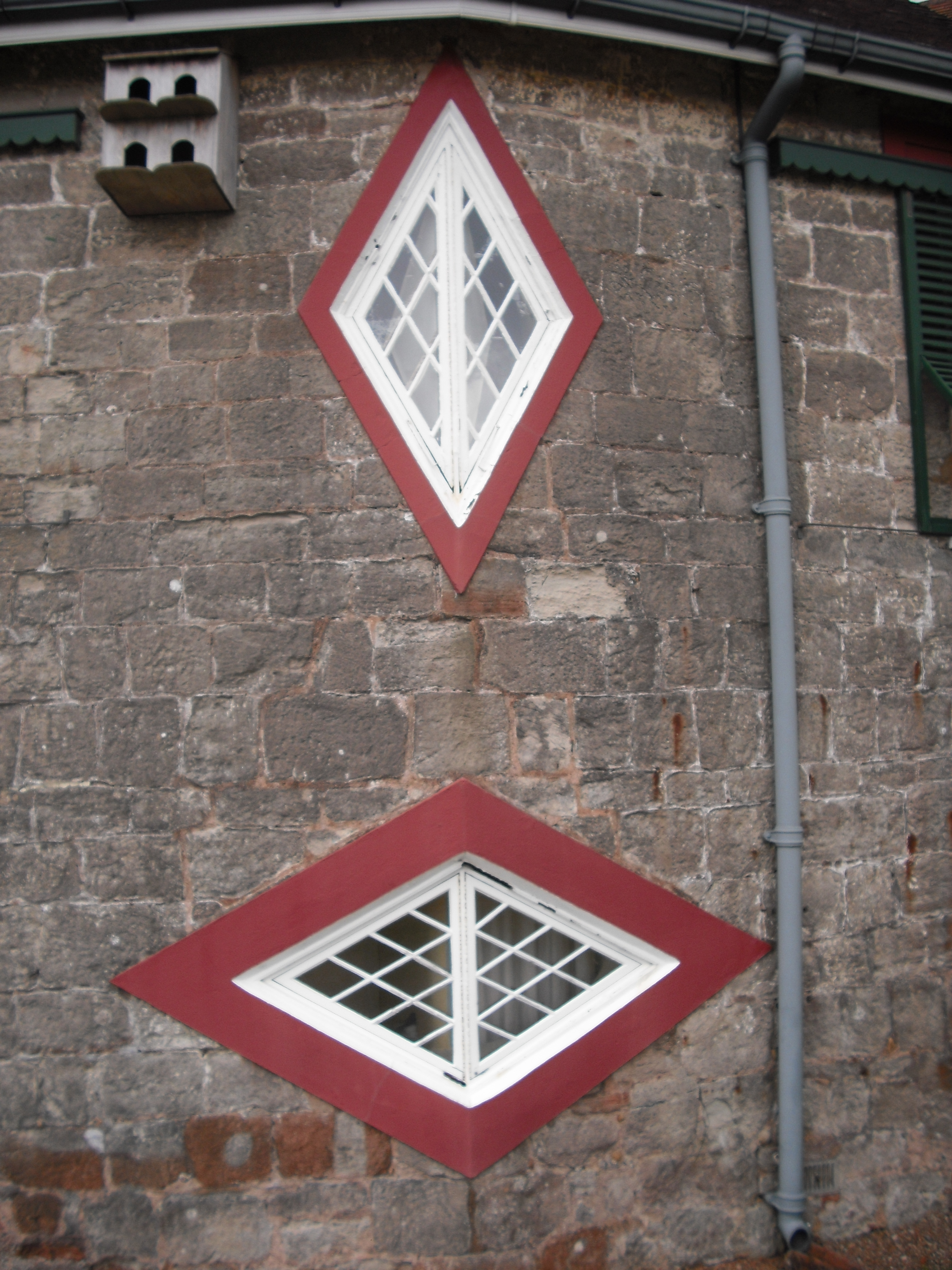
Fensterdetails